# باشگاه فوتبال ساتون یونایتد
باشگاه فوتبال ساتون یونایتد (به انگلیسی: Sutton United Football Club) یک باشگاه فوتبال در شهر ساتون، لندن، کشور انگلستان است که در سال ۱۸۹۸ میلادی تأسیس شده‌است.